# Leonardo III Tocco

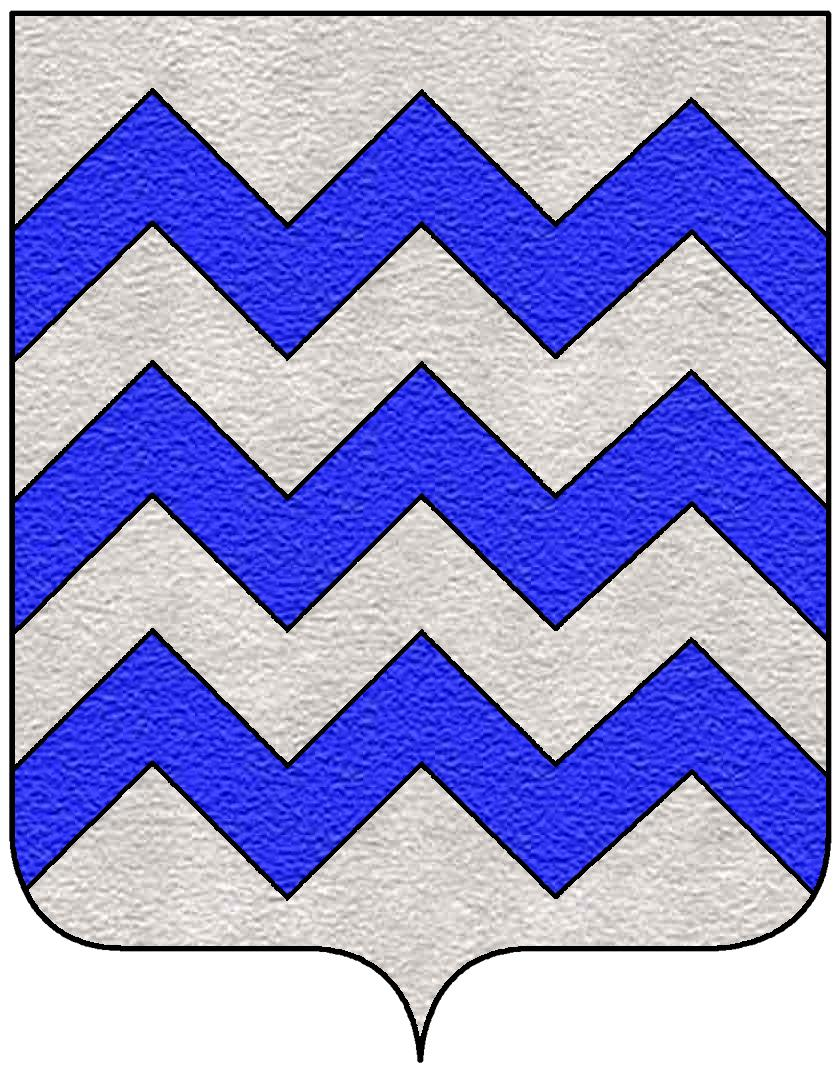
Stemma Tocco

Leonardo III Tocco (... – Roma, 1503) appartenente alla famiglia Tocco, era figlio di Carlo II Tocco e di Raimondina Ventimiglia; fu despota d'Epiro dal 1448 fino al 1479.

## Despota d'Epiro
Successe al padre, che era morto nel 1448, nella Contea di Cefalonia e Zante, ereditando anche i domini del despotato della Romania (oggi Acarnania) nonché i titoli di duca di Lefkada e signore di Angelocastro, Vonitsa e Varnatza. Durante il regno di Maometto II i Tocco divennero tributari dell'Impero ottomano per mantenere formalmente il controllo sul loro territorio.
Tra le varie clausole imposte dagli ottomani al despota d'Epiro c'era anche il bizzarro obbligo di fornire 500 ducati in qualità di viatico al sanjak-bey di Giannina (finita sotto il dominio ottomano dal 1431), ogni qual volta costui avesse fatto sosta nella città di Arta. Fu il mancato rispetto di questa clausola da parte di Leonardo III Tocco a fargli perdere definitivamente il proprio regno sul despotato d'Epiro. Per ironia della sorte, il bey che causò questo incidente diplomatico era un cugino del despota d'Epiro, figlio di suo zio Carlo I Tocco, il quale, convertitosi all'Islam con il nome di Karlizadeler, era assurto a importanti cariche amministrative. Scandalizzato per aver ricevuto un carico di frutta secca al posto dei 500 ducati pattuiti, il nuovo bey aveva presentato formale protesta al suo sultano, il quale prese questo affronto come pretesto per muovere guerra al despota d'Epiro.
Nell'estate del 1479, guidata da Gedik Ahmed Pascià, il nuovo bey di Valona, una piccola flotta di ventinove vascelli salpò verso i possedimenti di Tocco. La Repubblica di Venezia, pur avendo notizia dell'arrivo della flotta, non intervenne a favore del despota epirota, e si limitò a ritirare circa 500 cavalieri dall'isola di Zacinto prima che sbarcassero gli ottomani. Per nulla intenzionato a resistere allo sbarco ottomano, Leonardo III Tocco, insieme a sua moglie Francesca Marzano, imparentata con Alfonso V d'Aragona, fuggì con la famiglia ed i suoi tesori nel Regno di Napoli, dove ricevette dal re Ferdinando I di Napoli i feudi di Calimera e Briatico· Sorte diversa subirono gli abitanti del despotato, che vennero quasi interamente deportati prima ad Istanbul e poi nelle isole del Mar di Marmara dove, secondo la testimonianza di Teodoro Spandugino nel suo Delle istorie e origine de' principi de' Turchi, ordine della corte, loro rito e costumi, vennero costretti a unirsi con le popolazioni abissine per creare dei meticci da vendere al mercato degli schiavi.
Per nulla rassegnato a perdere i suoi possedimenti, Leonardo, insieme ai suoi due fratelli Antonio e Giovanni Tocco, cercarono insistentemente udienza presso la corte papale di Sisto IV, il quale li accolse benevolmente e concesse a Leonardo una pensione annuale di 2.000 ducati con la promessa di adoperarsi nel cercare alleati per la riconquista del Despotato d'Epiro. Tuttavia l'unico tentativo di riappropriarsi di questi territori fu fatto dal fratello Antonio Tocco nel 1480 quando, al comando di un piccolo esercito di mercenari catalani occupò Zacinto e Cefalonia ma venne presto ricacciato indietro dai Veneziani e giustiziato.

## Conte di Cefalonia e Zante
Nella primavera del 1463, a Ragusa, sposò Militza Brankovic, figlia del despota Lazar II Branković, che aveva rivendicato il titolo di re di Serbia. Dopo la morte della prima moglie, Leonardo nel 1479 si risposò con Francesca Marzano d'Aragona, andando a vivere con lei a Cefalonia finché nel 1480 fuggirono, visto che l'isola era stata occupata dagli ottomani. Nel 1482 la famiglia Tocco tornò in Romania, sotto la protezione dei veneziani, ma nel 1485 gli ottomani riconquistarono l'isola, e Leonardo fu costretto nuovamente a fuggire. Tra il 1482 e il 1500 fu nominalmente conte di Cefalonia e Zante, però sotto l'amministrazione della moglie. Nel 1500 i veneziani deposero Leonardo e inglobarono Zante e Cefalonia nei territori della loro repubblica.
Leonardo III Tocco morì a Roma nel 1503.

## Discendenza
Leonardo si sposò per la prima volta con Militza Brankovich, ed ebbe un figlio:
- Carlo III Tocco, morto nel 1518.

Leonardo si sposò in seconde nozze con Francesca Marzano, dalla quale ebbe:
- Raimonda (o Ramondina) Tocco (?-1494), che nel 1492 sposò Antonio Maria Pico della Mirandola,[1] fratello del famoso filosofo umanista Giovanni Pico della Mirandola
- Leonora Tocco, si fece suora.
- Maria Tocco, che sposò Pietro Talamanca.
- Ferrante Tocco, che morì nel 1535.
- Pietro Tocco da cui i di Tocco di Tropea